# Новопічурська сільська рада
Новопічу́рська сільська рада (рос. Новопичурский сельский совет) — сільське поселення у складі Наровчатського району Пензенської області Росії.
Адміністративний центр — село Нові Пічури.

## Населення
Населення — 657 осіб (2019; 785 в 2010, 843 у 2002).

## Склад
До складу сільської ради входять:
| Населений пункт         | Населення, осіб (2002) | Населення, осіб (2010) |
| ----------------------- | ---------------------- | ---------------------- |
| Александровка, присілок | 37                     | 39                     |
| Красний Восток, селище  | 29                     | 21                     |
| Нові Пічури, село       | 623                    | 580                    |
| Октябрський, селище     | 132                    | 143                    |
| Шадріно, село           | 22                     | 2                      |